# Melilli
Melilli es un municipio de la provincia de Siracusa (Italia), que se encuentra a 22 km de la capital de la provincia. En 2004 cuenta con 13.027 habitantes, según datos del ISTAT. Está en el noroeste de la provincia a 310 metros sobre el nivel del mar encima de los montes Climiti.

Ubicación de la ciudad de Melilli dentro de la provincia de Siracusa.

## Evolución demográfica
| Gráfica de evolución demográfica de Melilli entre 1861 y 2001 |
|                                                               |
| Fuente ISTAT - Elaboración gráfica por parte de Wikipedia     |